# Sokobanja
Sokobanja (Servisch: Сокобања) is een gemeente in het Servische district Zaječar.
Sokobanja telt 18.571 inwoners (2002). De oppervlakte bedraagt 525 km², de bevolkingsdichtheid is 35,4 inwoners per km².

## Plaatsen in de gemeente
| - Beli Potok - Blendija - Bogdinac - Vrbovac - Vrmdža - Dugo Polje - Žučkovac - Jezero - Jošanica - Levovik | - Milušinac - Mužinac - Nikolinac - Novo Selo - Poružnica - Radenkovac - Resnik - Rujevica - Sesalac - Sokobanja | - Trgovište - Trubarevac - Cerovica - Čitluk - Šarbanovac |